# 德賴賓登斯泰因山
46°48′03″N 9°29′50″E / 46.80091°N 9.49733°E

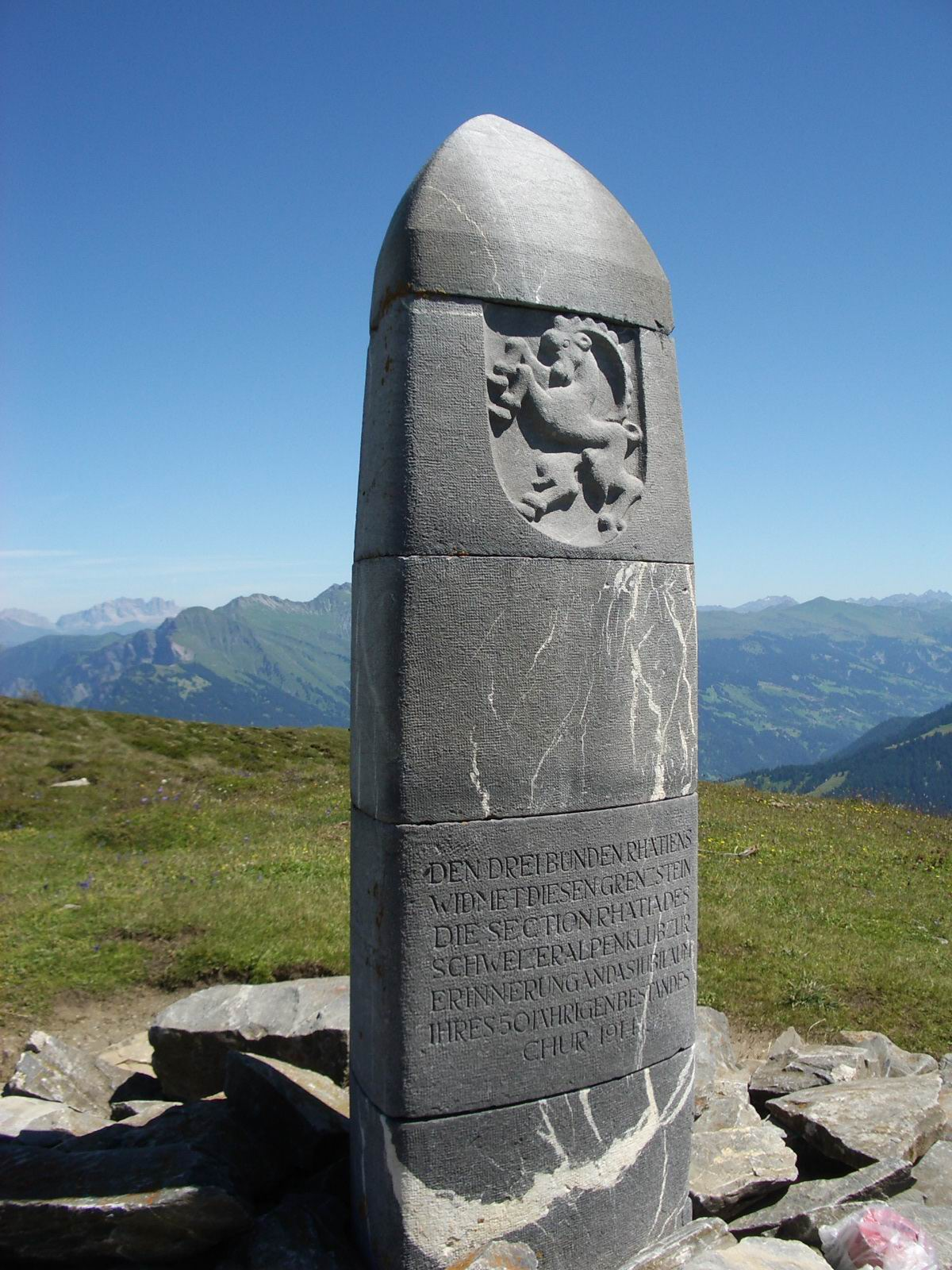

德賴賓登斯泰因山（Dreibündenstein），是瑞士的山峰，位於該國東南部，由格勞賓登州負責管轄，處於伯爾尼以東160公里，海拔高度2,158米，每年平均降雨量1,729毫米。